# Geelvleugellijstergaai
De geelvleugellijstergaai (Trochalopteron ngoclinhense; synoniem: Garrulax ngoclinhensis) is een zangvogel uit de familie Leiothrichidae. De vogel werd in 1996 in Vietnam verzameld en in 1999 geldig beschreven in het Bulletin of the British Ornithologists' Club. Het is een bedreigde vogelsoort, endemisch in Vietnam.

## Kenmerken
De vogel is 27 cm lang. het is een middelgrote lijstergaai met goudkleurige vleugels. Achter op de kruin en op de nek is de vogel kastanjebruin. Rond een oog en bij de snavel is de vogel bijna zwart, de rest van de kop, borst en buik is grijs met een patroon van donkere schubben. De staart is donker olijfkleurig bruin met goudbruine randen. De ogen, snavel en poten zijn donker gekleurd of donker hoornkleurig.

## Verspreiding en leefgebied
De bekende leefgebieden liggen in de berggebieden Ngoc Linh en Ngoc Boc en op de hoogvlakte van Kon Tum in Midden-Vietnam, tussen de 1.480 en 2.200 meter boven zeeniveau. Daar wordt de vogel gezien in lage vegetatie in montaan bos.

## Status
De geelvleugellijstergaai heeft een beperkt verspreidingsgebied en daardoor is de kans op uitsterven aanwezig. De grootte van de populatie werd in 2016 door BirdLife International geschat op 1000 tot 2500 individuen en de populatie-aantallen nemen af door habitatverlies. Het leefgebied wordt aangetast door ontbossing waarbij natuurlijk bos wordt omgezet in gebied voor agrarisch gebruik en menselijke bewoning. Om deze redenen stond de soort sinds 2000 als kwetsbaar en sinds 2018 als bedreigd op de Rode Lijst van de IUCN.